# Paul Van Asbroeck
Paul Van Asbroeck (Schaerbeek, 1 de maig de 1874 – 1959) va ser un tirador belga amb una llarga vida esportiva, entre finals del segle xix i poc abans de la Segona Guerra Mundial.
El 1900 va prendre part en els Jocs Olímpics de París, en què disputà cinc proves del programa de tir olímpic. Guanyà la medalla de bronze en la prova de Rifle militar, tres posicions individual, empatat amb el noruec Ole Østmo. El 1908, als Jocs de Londres guanyà la medalla d'or en pistola lliure i la de plata en pistola lliure per equips, junt a René Englebert, Charles Paumier du Verger i Réginald Storms. El 1904, 1907, 1909, 1910, 1912 i 1914 guanyà el campionat del món individual d'aquesta mateixa prova.
Van Asbroeck també disputà, sense obtenir cap medalla, els Jocs Olímpics de 1920, 1924 i 1936, per un total de cinc Jocs disputats.